# (5275) Здислава
(5275) Здислава (лат. Zdislava) — астероид, относящийся к группе астероидов пересекающих орбиту Марса и принадлежащий к светлому спектральному классу S. Он был открыт 28 октября 1986 года чешским астрономом Зденкой Вавровой в обсерватории Клеть и назван в честь Здиславы Берки, чешской дворянки, посвятившей свою жизнь благотворительности.

Орбита астероида Здислава и его положение в Солнечной системе